# Carlevaro & Savio
La Carlevaro & Savio è stata un'azienda produttrice di impianti a fune fondata a Torino nel 1946. L'azienda era ben nota per le sue prime cabinovie, avendo costruito ad Alagna Valsesia la prima cabinovia ad ammorsamento automatico al mondo, nel 1949.

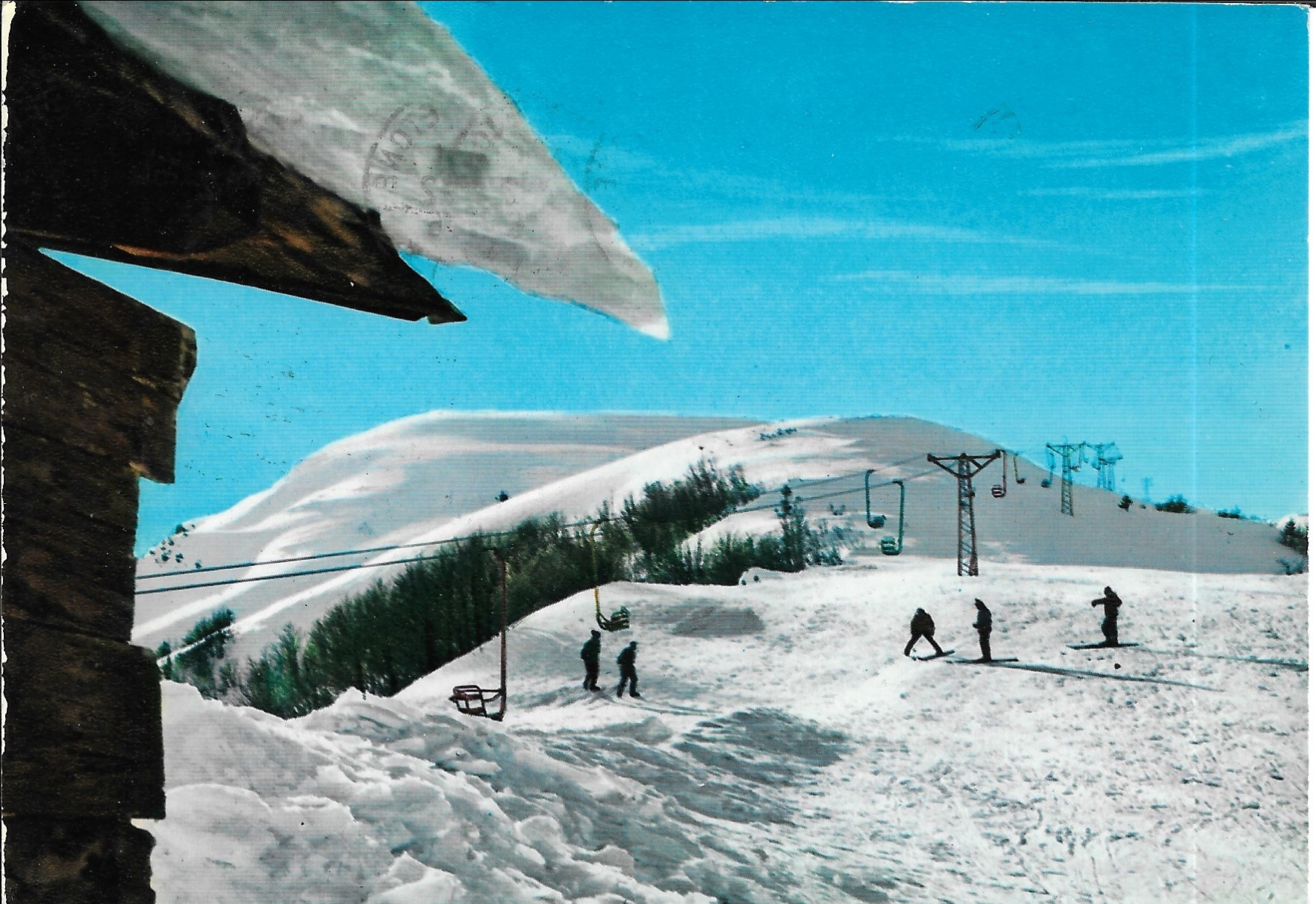
La seggiovia Selletta - Monte Gomito all'Abetone (1949-1970)

## Storia
L'azienda, sebbene inizialmente producesse impianti anche in Italia, ben presto iniziò a concentrarsi sul mercato estero. Per questo nel 1955 venne fondata la Piemonte Funivie come alter ego dell'azienda stessa, focalizzata invece sul mercato italiano.
Quando l'azienda fallì, anche in seguito a divergenze fra i due soci, venne divisa e l'archivio Carlevaro venne venduto alla concittadina Agudio.

## Design
Il design degli impianti prodotti era noto soprattutto per le sue torri a traliccio e per le futuristiche cabine.
Le prime cabine furono prodotte in metallo, ma con l'avvento di nuove tecnologie l'azienda produsse anche cabine in fibra di vetro. Queste cabinovie venivano talvolta chiamate anche Telecar. All'estero la cabinovia biposto Carlevaro & Savio venne soprannominata la "Noon Baloon".